# NGC 3877
NGC 3877 (другие обозначения — UGC 6745, MCG 8-22-2, ZWG 243.4, IRAS11434+4746, PGC 36699) — спиральная галактика (Sc) в созвездии Большая Медведица, расстояние до которой оценивается приблизительно в 50,5 миллионов световых лет. Этот объект входит в число перечисленных в оригинальной редакции «Нового общего каталога».
В галактике вспыхнула сверхновая SN 1998S типа II. Её пиковая видимая звёздная величина составила 15,2.
Галактика NGC 3877 входит в состав группы галактик M109. Помимо NGC 3877 в группу также входят ещё 42 галактики.

## Характеристики
NGC 3877 расположена к земному наблюдателю ребром, поэтому, благодаря эффекту Доплера, можно узнать её скорость вращения. Галактику можно наблюдать в телескоп в западной части созвездия Большой Медведицы, чуть ниже звезды χ UMa. Она была открыта английским астрономом Уильямом Гершелем 5 февраля 1788 года.